# Eduard Suess
Eduard Suess, avstrijski geolog, * 20. avgust 1831, London, Anglija, † 26. april 1914, Dunaj, Avstro-Ogrska (sedaj Avstrija).
Suess je bil začetnik preučevanja gub, prelomov in geološke zgradbe evropskih Alp. V priznani štiridelni knjigi Obraz Zemlje (1885–1909) je podal enciklopedičen pregled zgradbe in nastanke Zemljinih gorovij in zgodovine oceanov. Prvi med geologi je izoblikoval pozneje ovrženo teorijo o kopenskih mostovih med Južno Ameriko, Afriko, Indijo in Avstralijo. Suess je to nekdanjo celino imenoval Gondwanaland – to ime pa še zdaj uporabljamo za eno od starih nadcelin.
Leta 1903 je prejel Copleyjevo medaljo Kraljeve družbe iz Londona. Po njem so poimenovali krater Suess na Luni in krater Suess na Marsu.